# NGC 5748
NGC 5748 (другие обозначения — ZWG 134.29, NPM1G +22.0469, PGC 52672) — галактика в созвездии Волопас.
Этот объект входит в число перечисленных в оригинальной редакции «Нового общего каталога».